# Idoteidae
Famille
Les Idoteidae sont une famille de crustacés de l'ordre des isopodes.

## Liste des genres
Selon World Register of Marine Species (29 juillet 2022) :
- Austridotea Poore, 2001
- Batedotea Poore & Lew Ton, 1993
- Cleantiella Richardson, 1912
- Colidotea Richardson, 1899
- Crabyzos Bate, 1864
- Edotia Guérin-Méneville, 1843
- Engidotea Barnard, 1914
- Erichsonella Benedict, 1901
- Euidotea Collinge, 1917
- Eusymmerus Richardson, 1899
- Glyptidotea Stebbing, 1902
- Idotea Fabricius, 1798
- Koridotea Song & Min, 2017
- Lyidotea Hale, 1929
- Moplisa Moreira, 1974
- Parasymmerus Brusca & Wallerstein, 1979
- Paridotea Stebbing, 1900
- Pentias Richardson, 1904
- Pentidotea Richardson, 1905
- Platidotea Park & Wägele, 1995
- Stenosoma Leach, 1814
- Synidotea Harger, 1878
- Synischia Hale, 1924
- Takereana Poore & Hurley, 2015

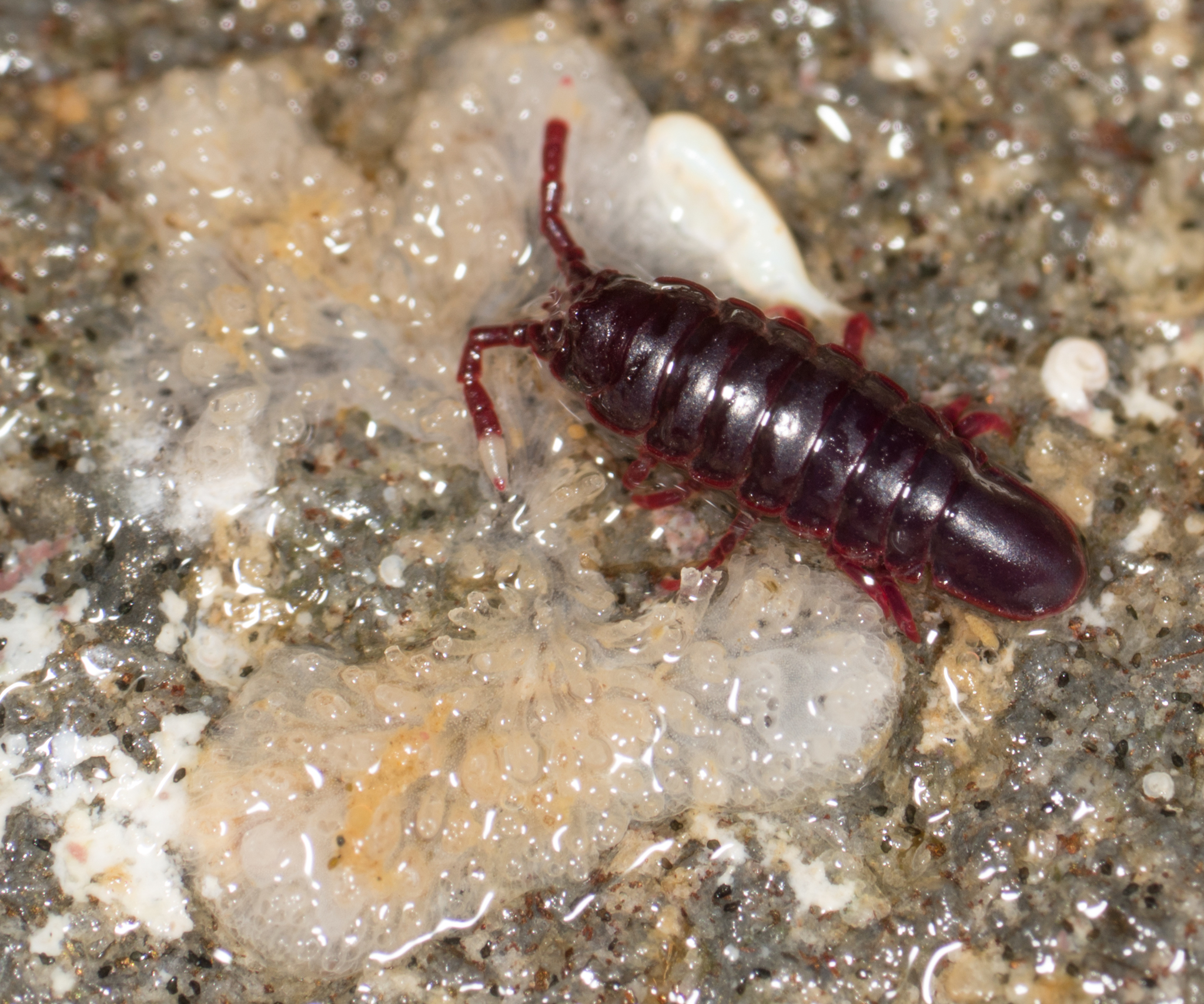
Colidotea rostrata
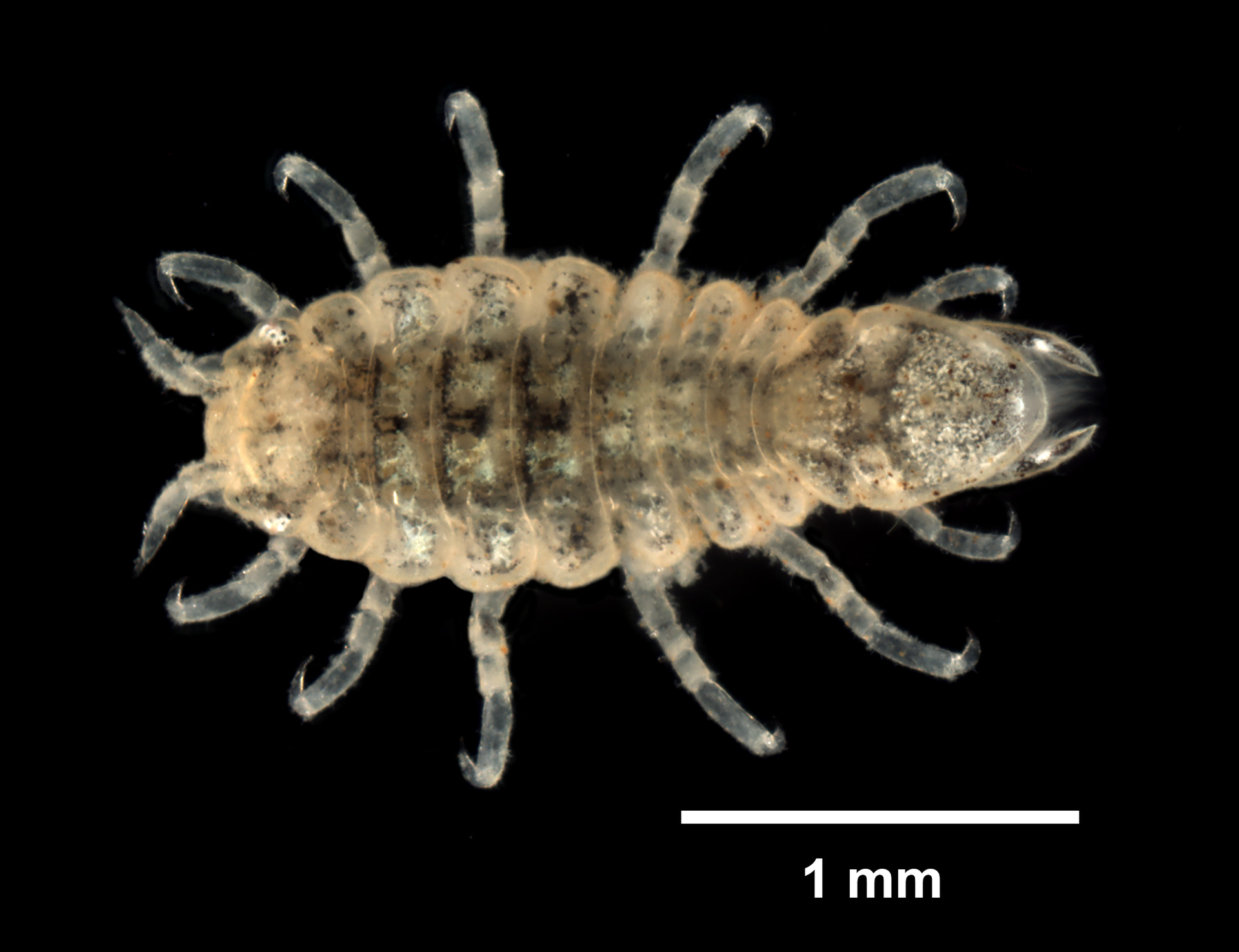
Edotea triloba
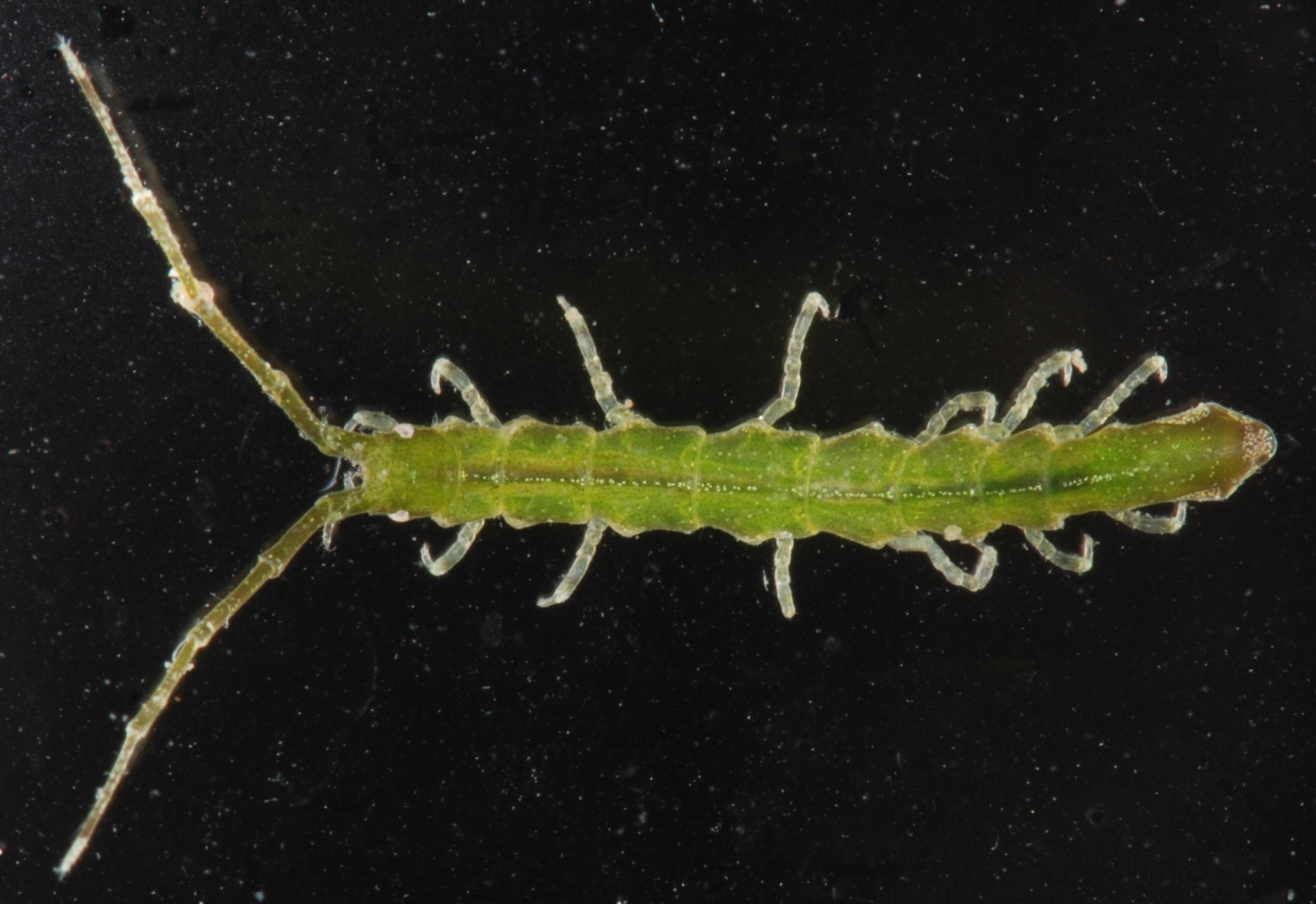
Erichsonella attenuata
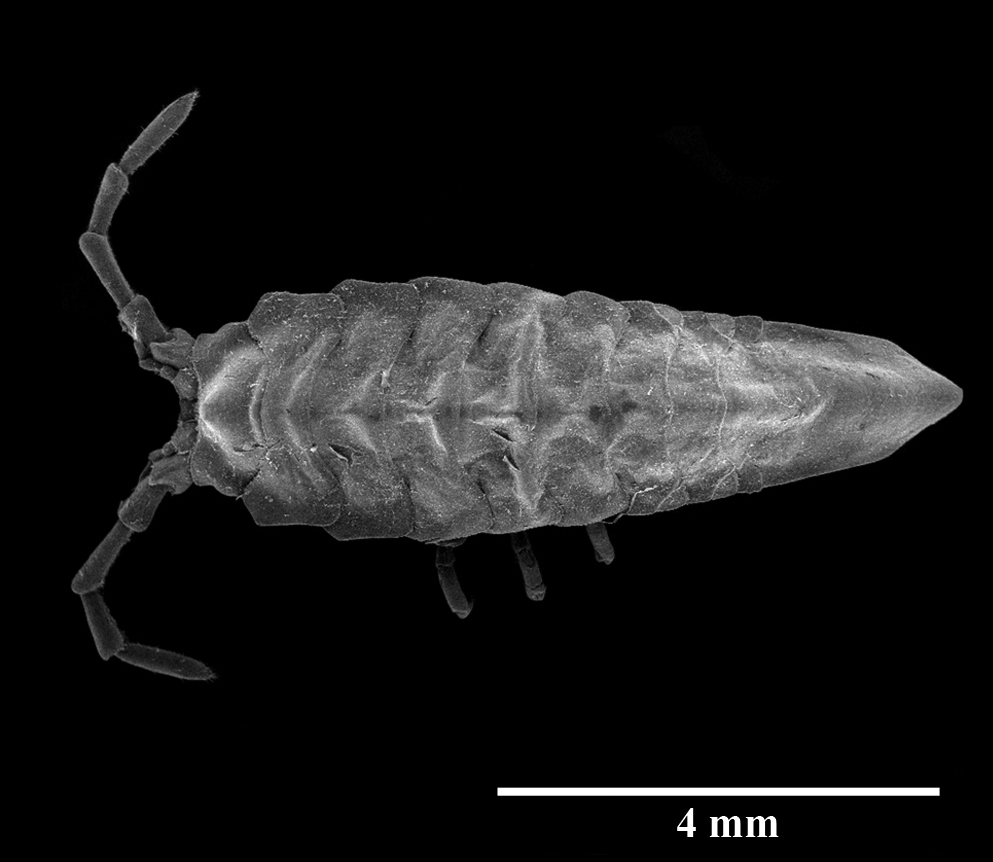
Eusymmerus antennatus
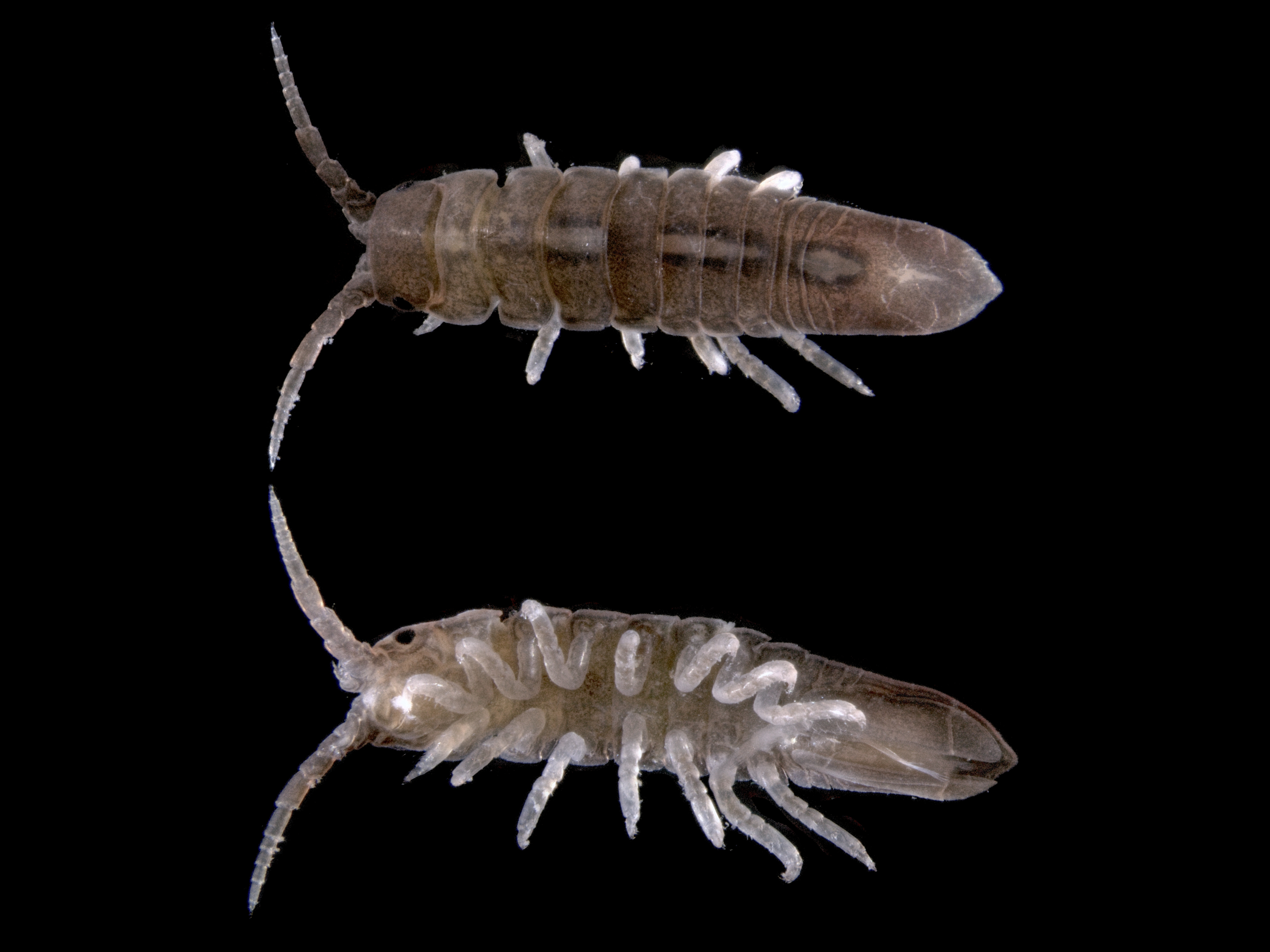
Idotea pelagica
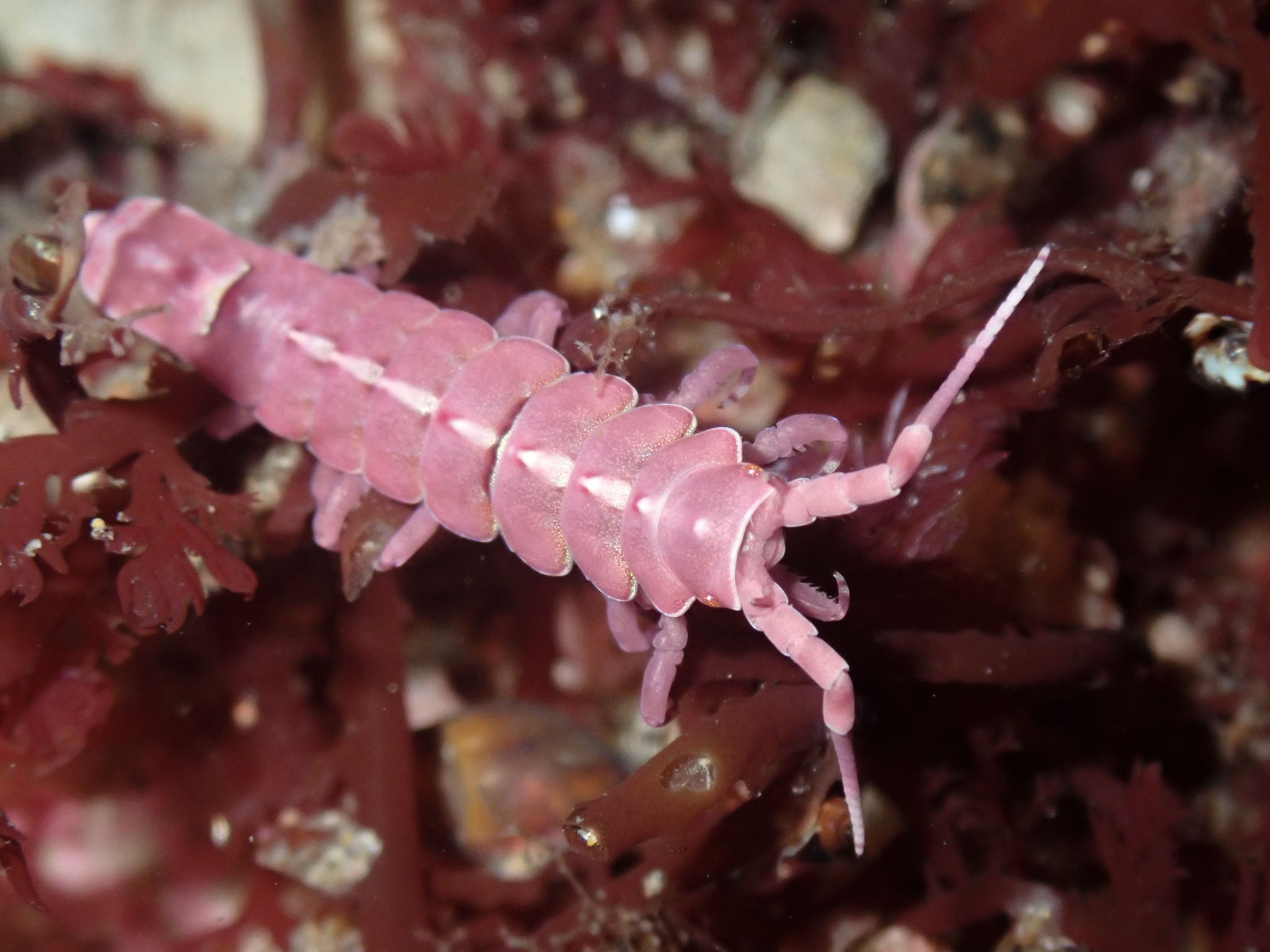
Pentidotea aculeata
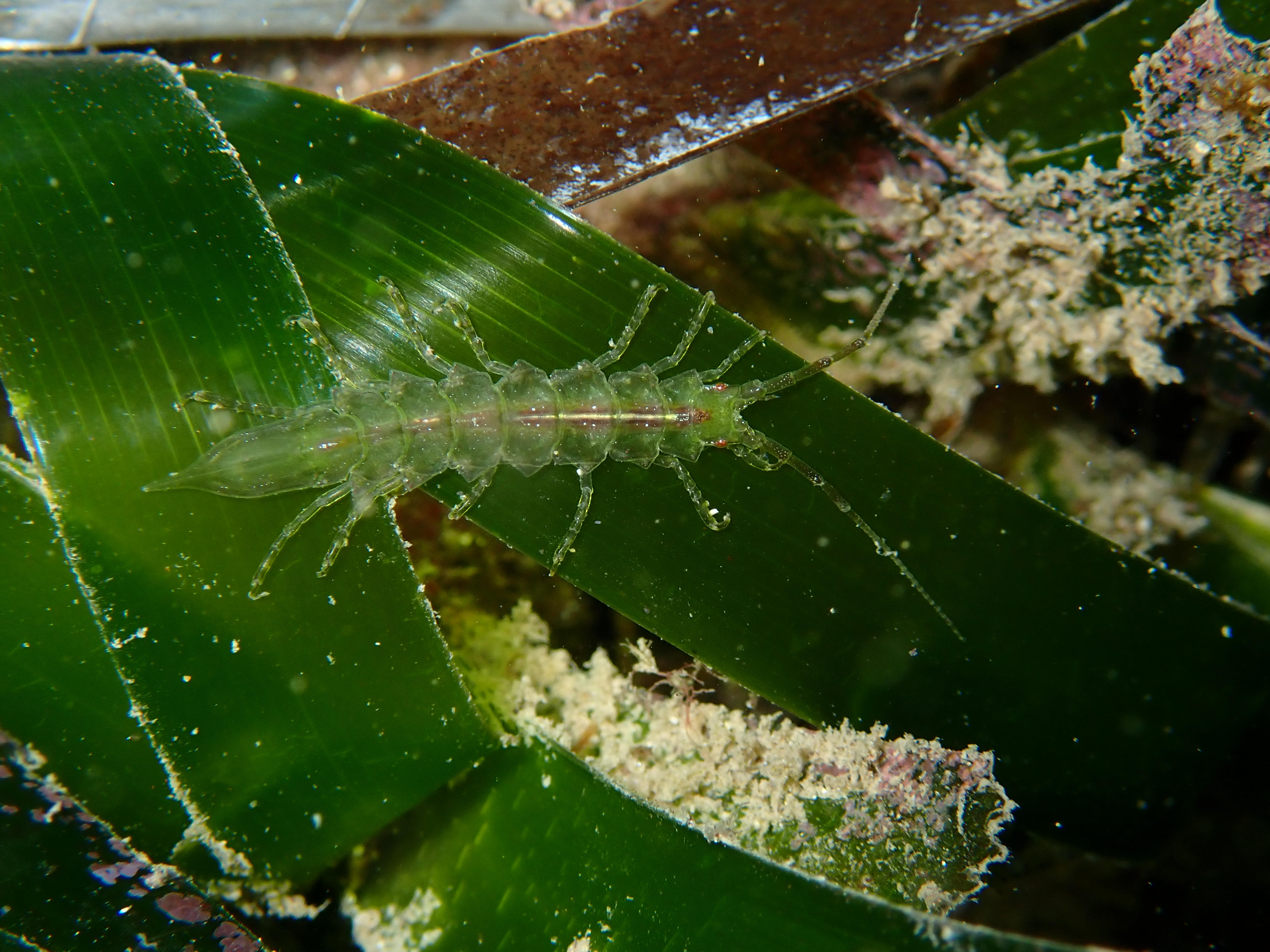
Stenosoma appendiculatum
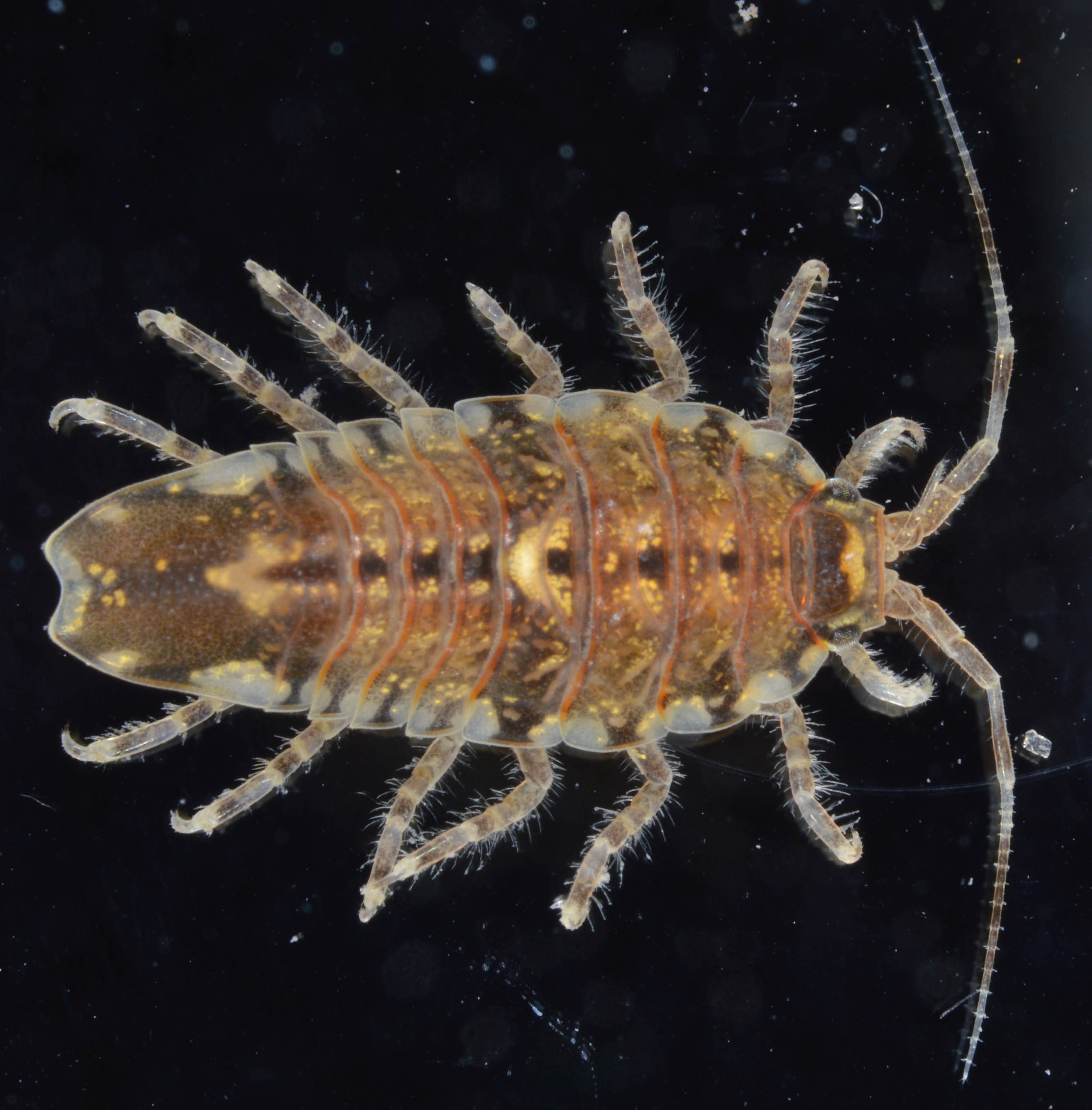
Synidotea laevidorsalis